# Камбоджийско-филиппинские отношения
Камбоджийско-филиппинские отношения — двусторонние дипломатические отношения между Камбоджей и Филиппинами.

## История
Официальные дипломатические отношения между Королевством Камбоджа и Республикой Филиппины были установлены в 1957 году. В период с 1958 по 1965 год интересы филиппинской стороны в Камбодже представляло посольство Филиппин в Сайгоне (Южный Вьетнам), а некоторое время — посольство Филиппин в Бангкоке (Таиланд). Первая резиденция дипломатического представительства Филиппин в Камбодже открылась в 1965 году. В 1970—1975 годах филиппинское правительство поддерживало отношения с проамериканским режимом Лон Нола и не признавало Королевское правительство национального единства Камбоджи. Посольство было закрыто в марте 1975 года, незадолго до прихода к власти в Камбодже Красных Кхмеров.
Дипломатические отношения между двумя странами были восстановлены лишь в декабре 1994 года.